# Obojeni program
Obojeni program je alternativna rok grupa iz Novog Sada, osnovana 1980. godine. Bend je pionir srpske alternativne rok scene. Bend je takođe poznat po tome što daje čudna imena svojim albumima, što je kasnije objašnjeno činjenicom da početna slova svih studijskih albuma formiraju akronim njihovog grada. Nastupali su na svim festivalima „Exit“ održanim do danas.

## Istorija
Obojeni program je osnovan ranih osamdesetih godina u Novom Sadu, od strane nekoliko mladih ljudi koji su svoj životni i muzički izraz definitivno prepoznali u zaraznoj energiji panka i muzici novotalasnih sastava poput , Television, Magazine, Gang of Four, Joy Division. Nezamenjivo prisustvo ovog vrednog nasleđa je u nekom smislu uticalo i na činjenicu da je O. P. u toku svog dugogodišnjeg boravka na jugoslovenskoj muzičkoj sceni uvek nekako bio jako otvoreno protiv svake vrste postojećeg establišmenta, koji je, tada u svom najdražem represivnom obliku, duboko bio ukorenjen u ovoj zemlji. 
Od samog početka O. P. je insistirao na pronalaženju svog autentičnog, nezavisnog zvuka, ali i načina razmišljanja drugačijeg od onog, nažalost, široko prihvaćenog. 
U tom maniru prva ploča “Najvažnije je biti zdrav” je izašla tek 1990, nakon 10-tak godina postojanja grupe, nakon dekade svirki, ali za prvu nezavisnu izdavačku kuću iz Zagreba „Search & Enjoy“.
Uprkos teškim uslovima za opstanak jedne alternativne muzičke grupe u narednih petnaestak godina, O. P. je nekim čudom I tvrdoglavom upornošću uspeo da objavi i promoviše još 5 studijskih albuma kao i jedan živi, trudeći se da ide u korak sa najboljima na svetskoj alternativnoj sceni, koliko god je to tehnički bilo ostvarljivo.
O. P. je prvi bend sa ovih prostora koji se pojavio na MTV-ju u emisiji “120 minutes” 1993. godine I jedini koji je imao čast da bude prezentiran od strane Johna Peel-a u njegovim radio emisijama i na njegovoj plejlisti. 2003. godine bend se pojavio kao predgrupa britanskom bendu Placebo na njihovom beogradskom koncertu.
Sedmi studijski album je snimljen u Holandiji u analognom studiju “Sing Sing” u proleće 2004, a trebalo bi da bude objavljen u maju 2005. Na albumu “Da li je to čovek ili je mašina” nalazi se sedam novih pesama O. P-a, osam remixa tih pesama napravljenih od strane različitih DJ-eva i jedna bonus pesma “Obećaj mi, molim te” koja je pratila promociju Kebrine poslednje knjige istog naziva i koja je deo zavere “Transbalkanske dezorganizacije”.
Tokom 20 i više godina članovi grupe su se mnogo puta promenili. Jedini član iz originalne postave benda je Kebra – glavni vokal i autor ponekad emotivno obojenih, ponekad politički angažovanih minimalističkih tekstova. Njegov glas i tipičan način pevanja postali su u velikoj meri zaštitni znak ovog benda.

## Članovi
- Branislav Babić "Kebra" (vokal)
- Ilija Vlaisavljević "Bebec" (bas gitara)
- Milorad Ristić "Miki" (bas gitara)
- Vladimir Cinkocki "Cina" (bubanj)

## Diskografija

### Studijski albumi
- Najvažnije je biti zdrav (1990, Search & Enjoy)
- Ovaj zid stoji krivo (1991, Tom Tom Music)
- Verujem ti jer smo isti (1994, Metropolis)
- Ili 5 minuta ispred tebe (1996, Tarcus)
- Sva sreća general voli decu (1999, B92)
- Ako nisam dobra, šta ćemo onda? (2002, UrbaNS)
- Da li je to čovek ili je mašina? (2005, UrbaNS)
- Kako to misliš: mi? (2012, Exitmusic, Odličan Hrčak)

### Albumi uživo
- Prijatelju kočnice ti ne rade baš sve (1992, live, Sorabia)

### Kompilacijski albumi
- Kosmos u tvom srcu/Igračke se voze levom rukom (2009, exitmusic, hello bing lp)

## Zanimljivosti
- Obojeni program je jedan od prvih srpskih bendova koji se pojavio na evropskom MTV-ju, 1993. godine. Njihov spot za pesmu "981" emitovan je u MTV-jevoj poznatoj emisiji 120 minuta. Spot je najavio britanski muzičar Pol King, koji je u to vreme bio voditelj na stanici MTV Evropa. Grupa je bila potpisana kao Coloured Program, što je prevod imena grupe na engleski jezik.

## Spoljašnje veze
- Zvanična prezentacija Архивирано на веб-сајту  (1. јул 2009) (језик: српски)
- Sajt obožavalaca (језик: српски)
- prezentacija (језик: енглески)